# 조선어 철자법
조선어 철자법(朝鮮語綴字法)은 1954년에 조선민주주의인민공화국(이하 ‘북한’)에서 정한 한국어 맞춤법이다. 이 맞춤법은 1966년에 조선말규범집이 제정될 때까지 사용되었다. 여기서는 북한 현행 맞춤법인 1987년판 조선말규범집(이하 ‘규범집’)과 차이가 나는 부분을 중심으로 기술하고 필요에 따라 1933년 한글 맞춤법 통일안(이하 ‘통일안’)과 그 개정판, 대한민국(이하 ‘한국’)의 현행 맞춤법인 한글 맞춤법(이하 ‘남한 맞춤법’)과의 차이점에 관해서도 언급한다.

## 구성
조선어 철자법은 총칙과 본문(8장 56장)으로 구성된다. 장 구성은 다음과 같다.
- 총칙
- 제1장  자모의 순서와 그 이름
- 제2장  어간과 토의 표기
- 제3장  합성어의 표기
- 제4장  접두사와 어근의 표기
- 제5장  어근과 접미사의 표기
- 제6장  표준 발음법 및 표준어와 관련된 철자법
- 제7장  띄여 쓰기
- 제8장  문장 부호

## 자모
자모 수는 규범집과 마찬가지로 합성 자모를 포함한 40개 자모를 정식 자모로 인정하며 자모 순서도 규범집과 같다(제1항). 자모 이름도 ‘ㄱ, ㄷ, ㅅ’을 ‘기윽, 디읃, 시읏’으로 하는 등 규범집과 동일하다. 자모 이름으로 ‘그, 느, 드 ……’와 같이 1음절 이름을 부여한 것도 조선어 철자법이 처음이다. 다만 ‘ㅇ’은 ‘으’로 하고 있는데 ‘ㅇ’을 ‘응’으로 부르게 된 것은 1987년판 규범집부터이다.

## 표기법
총칙 1에서 “조선어 철자법은 단어에서 일정한 의미를 가지는 매개의 부분을 언제나 동일한 형태로 표기하는 형태주의 원칙을 그 기본으로 삼는다.”라고 명시하고 있어 1933년 한글 맞춤법 통일안에 의거하여 형태주의에 입각하고 있다.

### 어간과 어미, 접미사의 분리 표기
어간과 어미(조사 포함), 접미사를 분리하여 표기하는 형태주의적인 표기법은 규범집이나 남한 맞춤법과 같다.
어미에서 ‘ㄹ’받침 직후가 된소리로 발음되는 것은 평음으로 표기한다(제9항). 이 규정은 1933년 통일안을 따르고 있다. 한국에서는 그 후 ‘-ㄹ가’를 ‘-ㄹ까’로 적게 되었으나 북한에서는 통일안대로 ‘-ㄹ가’로 하여 현재에 이른다.
용언 ‘-아/-어’형에서 어간 끝소리가 ‘ㅣ, ㅐ, ㅔ, ㅚ, ㅟ, ㅢ’일 경우에 ‘-여’를 붙인다(제13항). 통일안에서는 ‘-어’로 적기로 하며 한국에서도 이를 따른다. ‘-여’로 적는 이 규정은 조선총독부가 정한 ‘언문 철자법’(1930년)의 규정과 동일하다.
‘낮추다’ 등에서 ‘-추-’는 1933년 통일안(초판)에서 ‘-후-’로 적고 1940년 개정판 통일안에서 현행과 같은 ‘-추-’로 고쳤는데 조선어 철자법에서는 1940년 개정판을 따라 ‘-추-’로 한다(제25항). 따라서 이 점에 관해서는 남북 사이에서 차이가 나지 않는다.
통일안에서 인정되었던 어간 끝의 두 글자 받침 표기 ‘ᇚ’은 이 철자법에서 인정되지 않는다(제12항). 이 표기는 옛글에 쓰이는 것이기 때문에 현대 한국어 표기에는 필요없다고 판단했다고 추정된다.

### 합성어의 표기
합성어에서 [t] 소리가 삽입되는 것(이른바 ‘사이시옷’)과 된소리화가 일어나는 것, [n]이 삽입되는 것에 관해서는 형태소 경계에 ‘사이표’라 불리는 어깨표(’)를 달았다(제19항, 제24항). 사이표는 조선어 신철자법에서 처음으로 도입된 것인데 이것은 1940년 개정 통일안에서 정한 사이시옷을 부호화한 것으로 추정된다.
| 54년 철자법 | 40년 개정 통일안 | 남한 맞춤법 |
| ----------- | ---------------- | ----------- |
| 기’발       | 기ㅅ발           | 깃발        |
| 등’불       | 등ㅅ불           | 등불        |
| 담’요       | 담ㅅ요           | 담요        |
| 대’잎       | 대ㅅ잎           | 댓잎        |

### 한자어의 표기
어두에 ‘ㄹ, ㄴ’이 오는 한자어는 두음 법칙을 따르지 않고 ‘ㄹ, ㄴ’으로 적고 발음도 [ㄹ, ㄴ]으로 함을 원칙으로 삼았다(제5항). 어두에서 ‘ㄹ, ㄴ’을 그대로 적는 표기법은 통일안에 의거한 것이 아니라 그 이전의 맞춤법을 따른 셈인데 형태소를 항상 동일하게 표기한다는 원칙에 의거한 것으로 보인다.
- 락원(낙원), 류학(유학)
- 녀자(여자), 뉴대(유대)

관용음은 남북의 현행 맞춤법과 마찬가지로 발음대로 적는 것을 인정한다. 다만 원래 ‘ㄴㄴ’인 것이 ‘ㄹㄹ’로 발음될 경우에는 ‘ㄴㄴ’으로 적기로 되어 있다.(제39항).
- 노예 < 노례, 허락 < 허낙
- 곤난(곤란)

### 준말의 표기
‘하다’가 줄어서 격음화될 경우에는 어간과 어미 사이에 한 글자로 ‘ㅎ’을 표기하는 것을 원칙으로 하며, 어미를 격음 글자로 표기하는 것을 허용했다(제17항). 어간과 어미 사이에 한 글자로 ‘ㅎ’을 표기하는 것은 1933년 초판 통일안을 따른 것인데 통일안에서 허용되지 않았던 격음 글자 표기가 이 철자법에서 허용되었다(규범집에서는 격음 글자 표기만 인정된다).
| 원칙     | 허용   |
| -------- | ------ |
| 가ㅎ다   | 가타   |
| 다정ㅎ다 | 다정타 |

## 띄어쓰기
띄어쓰기에 관해서는 총칙 3에 “문장에서 단어는 원칙적으로 띄여 쓴다.”라고 되어 있어 띄어쓰기 원칙은 1933년 맞춤법과 동일하다. 조사, 어미는 앞에 붙여 쓴다. 1966년 규범집에서는 ‘하나의 대상으로 묶어지는 덩이’라는 개념을 설정하여 하나의 개념을 나타내는 단어 연결체는 ‘조선민주주의인민공화국’처럼 붙여쓰도록 되어 있지만 1954년 철자법에서는 단어를 단위로 띄어쓰는 것이 원칙이기 때문에 ‘조선 민주주의 인민 공화국’과 같이 적었다.

## 문장 부호
문장 부호는 규범집과 거의 동일하다. 다만 다루는 부호 종류는 규범집보다 적다. 구두점으로 ‘, .’을 사용하거나 따옴표로 ‘《 》’를 사용하는 등 규범집에서 사용하는 주된 부호는 여기서도 똑같다.

## 같이 보기
- 한글 맞춤법
- 한글 맞춤법 통일안
- 조선말규범집

## 참고 문헌
- 조선 민주주의 인민 공화국 과학원 언어 문학 연구소(1956) “조선어 철자법 사전”, 조선 민주주의 인민 공화국 과학원